# كلود ماكنزي
كلود ماكنزي هو كاتب أغاني ومغني كندي، ولد في 1967 في شيفيرفيل في كندا.

## وصلات خارجية
- كلود ماكنزي على موقع IMDb (الإنجليزية)
- كلود ماكنزي على موقع ميوزك برينز (الإنجليزية)
- كلود ماكنزي على موقع ديسكوغز (الإنجليزية)